# Euphrosine calypta
Euphrosine calypta är en ringmaskart som beskrevs av Essenberg 1917. Euphrosine calypta ingår i släktet Euphrosine och familjen Euphrosinidae. Inga underarter finns listade i Catalogue of Life.